# Atractodes designatus
Atractodes designatus är en stekelart som först beskrevs av Forster 1876.  Atractodes designatus ingår i släktet Atractodes och familjen brokparasitsteklar. Arten är reproducerande i Sverige. Inga underarter finns listade.